# Dị Nậu, Thạch Thất
Dị Nậu là một xã thuộc huyện Thạch Thất, thành phố Hà Nội, Việt Nam.

## Địa lý
Xã có diện tích đất tự nhiên khoảng 3,2 km². Diện tích đất khu dân cư khoảng 0,9 km². Dân số năm 2021 là 9.040 người, trong đó Nữ là 4.679 người mật độ dân số đạt 2.825 người/km². Số hộ gia đình: 2720 hộ.
Xã Dị Nậu xưa thuộc tổng Núc gồm các xã: Dị Nậu, Canh Nậu, Hương Ngải.
Xã có vị trí địa lý:
- Phía đông giáp xã Liên Hiệp, huyện Phúc Thọ
- Phía đông nam giáp xã Sài Sơn, huyện Quốc Oai
- Phía nam giáp xã Hữu Bằng và xã Phùng Xá
- Phía tây và phía bắc giáp xã Canh Nậu.

## Hành chính
Xã Dị Nậu chia thành 3 thôn chính: Hòa Bình, Đoàn Kết và Tam Nông. Trong đó lại chia thành thôn nhỏ và các xóm.

## Giao thông
Xã Dị Nậu có hệ thống giao thông thuận lợi. Các tuyến, hệ thống giao thông quan trọng đi qua xã:
- Tỉnh lộ 420: đi Liên Hiệp, Phúc Thọ, Hương Ngải, Phú Kim...
- Hệ thống xe buýt: CNG01, 117.

Về Tôn giáo:

## Văn hóa

### Tôn giáo
Xã Dị Nậu có khoảng gần nửa dân số theo Đạo Thiên Chúa. Trước kia xã Dị Nậu chia làm 2 thôn: Thôn Dị và Thôn Bến ngăn cách nhau bởi đầm nước chia đôi hai thôn.

### Di tích
Về di tích xã Dị Nậu có khá nhiều di tích, có 2 Chùa, 2 Đình, 2 nhà thờ Thiên chúa giáo ở vị trí của hai thôn Dị và Bến. Ngoài ra còn nhiều đền thờ, miếu mạo ở các xóm. Các di tích tiêu biểu có giá trị về văn hóa, lịch sử, kiến trúc ở xã:
- Di tích đình Dị Nậu thờ Lý Phục Man có công giúp Lý Bí chống quân Lương và thờ Tam vị họ Đỗ người gốc Hán có công cai quản, trông nom và bảo vệ dân làng. Di tích được Bộ văn hóa thông tin xếp hạng cấp quốc gia.
- Di tích chùa Dị Nậu tên chữ là Bảo Quang Tự thờ thiền sư Từ Đạo Hạnh. Di tích chùa Dị Nậu được Bộ văn hóa thông tin xếp hạng cấp quốc gia.

## Kinh tế
Kinh tế xã phát triển dựa vào nông nghiệp và tiểu thủ công nghiệp, làng nghề. Về nông nghiệp là trồng lúa, hoa màu và chăn nuôi nhỏ. Nhưng năm gần đây một số diện tích lúa đã được các hộ dân chuyển sang trồng rau màu đem lại giá trị cao hơn. Về tiểu thủ công nghiệp, làng nghề xã có nghề mộc nổi tiếng như sơ chế gỗ, đồ gỗ mỹ nghệ, nội thất, chạm khắc, làm mộc thuê... Không chỉ có nghề mộc mà nghề xây dựng ở đây cũng khá phát triển với nhiều đội thợ cai, thợ xây nhận các công trình xây dựng ở các địa phương khác. Hiện nay nghề mộc và xây dựng là nghề chủ đạo trong việc phát triển kinh tế hộ gia đình tạo việc làm và thu nhập khá. Kinh tế hộ gia đình phát triển, đời sống nâng cao kéo theo nhóm dịch vụ cũng đang bắt đầu hình thành và đa dạng dần.